# Diócesis de Barretos
La diócesis de Barretos (en latín: Dioecesis Barretensis y en portugués: Diocese de Barretos) es una circunscripción eclesiástica de la Iglesia católica en Brasil. Se trata de una diócesis latina, sufragánea de la arquidiócesis de São José do Rio Preto. Desde el 5 de noviembre de 2014 su obispo es Milton Kenan Júnior.

## Territorio y organización
La diócesis tiene 8770 km² y extiende su jurisdicción sobre los fieles católicos de rito latino residentes en 13 municipios del estado de São Paulo: Barretos, Cajobi, Colina, Colômbia, Embaúba, Guaíra, Guaraci, Ipuã, Jaborandi, Miguelópolis, Morro Agudo, Olímpia y Severínia.
La sede de la diócesis se encuentra en la ciudad de Barretos, en donde se halla la Catedral del Espíritu Santo.
En 2023 en la diócesis existían 25 parroquias agrupadas en 4 regiones pastorales: Barretos, Colina, Guaíra y Olímpia.

## Historia
La diócesis fue erigida el 14 de abril de 1973 mediante la bula Adsiduum studium del papa Pablo VI, obteniendo el territorio de la arquidiócesis de Ribeirão Preto y de la diócesis de Jaboticabal.
Hasta entonces sufragánea de la arquidiócesis de Ribeirão Preto, el 22 de mayo de 2025 el papa León XIV la transfirió a la nueva provincia eclesiástica de la arquidiócesis de São José do Rio Preto.

## Estadísticas
Según el Anuario Pontificio 2024 la diócesis tenía a fines de 2023 un total de 295 400 fieles bautizados.
| Año                                                                             | Población            | Población | Población      | Sacerdotes | Sacerdotes    | Sacerdotes    | Bautizados por sacerdote | Diáconos permanentes | Religiosos | Religiosos | Parroquias |
| Año                                                                             | Bautizados católicos | Total     | % de católicos | Total      | Clero secular | Clero regular | Bautizados por sacerdote | Diáconos permanentes | Varones    | Mujeres    | Parroquias |
| ------------------------------------------------------------------------------- | -------------------- | --------- | -------------- | ---------- | ------------- | ------------- | ------------------------ | -------------------- | ---------- | ---------- | ---------- |
| 1976                                                                            | 250 000              | 300 000   | 83.3           | 18         | 8             | 10            | 13 888                   |                      | 15         | 37         | 14         |
| 1980                                                                            | 201 000              | 241 000   | 83.4           | 15         | 4             | 11            | 13 400                   |                      | 11         | 50         | 16         |
| 1990                                                                            | 334 000              | 371 000   | 90.0           | 24         | 13            | 11            | 13 916                   |                      | 11         | 111        | 17         |
| 1999                                                                            | 226 000              | 294 281   | 76.8           | 22         | 12            | 10            | 10 272                   |                      | 19         | 44         | 18         |
| 2000                                                                            | 220 710              | 294 280   | 75.0           | 27         | 16            | 11            | 8174                     |                      | 20         | 65         | 18         |
| 2001                                                                            | 197 463              | 303 790   | 65.0           | 26         | 14            | 12            | 7594                     |                      | 27         | 71         | 19         |
| 2002                                                                            | 224 806              | 303 998   | 73.9           | 29         | 17            | 12            | 7751                     |                      | 20         | 60         | 21         |
| 2003                                                                            | 240 687              | 303 998   | 79.2           | 35         | 19            | 16            | 6876                     |                      | 24         | 84         | 20         |
| 2006                                                                            | 254 969              | 322 052   | 79.2           | 37         | 21            | 16            | 6891                     |                      | 24         | 75         | 20         |
| 2012                                                                            | 282 000              | 352 000   | 80.1           | 40         | 25            | 15            | 7050                     |                      | 43         | 50         | 23         |
| 2015                                                                            | 288 000              | 360 000   | 80.0           | 39         | 26            | 13            | 7384                     | 1                    | 42         | 22         | 23         |
| 2018                                                                            | 295 145              | 368 805   | 80.0           | 42         | 30            | 12            | 7027                     | 2                    | 22         | 65         | 24         |
| 2020                                                                            | 289 333              | 327 895   | 88.2           | 37         | 25            | 12            | 7819                     | 2                    | 42         | 70         | 26         |
| 2022                                                                            | 293 670              | 332 940   | 88.2           | 44         | 32            | 12            | 6674                     | 2                    | 47         | 60         | 25         |
| 2023                                                                            | 295 400              | 335 000   | 88.2           | 45         | 35            | 10            | 6564                     | 2                    | 48         | 62         | 25         |
| Fuente: Catholic-Hierarchy, que a su vez toma los datos del Anuario Pontificio. |                      |           |                |            |               |               |                          |                      |            |            |            |

## Episcopologio
- José de Matos Pereira, C.M.F. † (25 de abril de 1973-12 de agosto de 1976 falleció)
- Antonio Maria Mucciolo † (26 de mayo de 1977-30 de mayo de 1989 nombrado arzobispo de Botucatu)
- Pedro Fré, C.SS.R. † (2 de diciembre de 1989-20 de diciembre de 2000 retirado)
- Antônio Gaspar (20 de diciembre de 2000-9 de enero de 2008 retirado)
- Edmilson Amador Caetano, O.Cist. (9 de enero de 2008-29 de enero de 2014 nombrado obispo de Guarulhos)
- Milton Kenan Júnior, desde el 5 de noviembre de 2014